# Varvàra Dolgorouki
Principessa Varvàra Aleksandrovna Dolgorouki (San Pietroburgo, 7 dicembre 1885 – Roma, 8 aprile 1980) è stata una scrittrice russa.

## Biografia

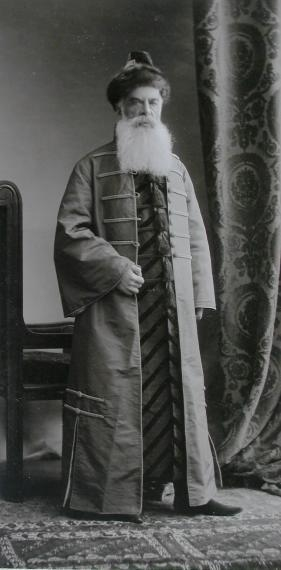
Il principe Aleksandr Sergeevič Dolgorukov, padre di Varvàra Dolgorouki, in antico costume russo per il gran ballo tenuto al Palazzo d'Inverno di San Pietroburgo nel 1903.

Figlia del principe Aleksandr Sergeevič Dolgorukov, Gran Maresciallo della Corte imperiale e membro del Consiglio di Stato, e della contessa Ol'ga Petrovna Šuvalova, Varvàra Dolgorouki ebbe per padrino di battesimo l'imperatore russo Aleksandr Nikolaevič, intervenuto personalmente alla cerimonia portando in dono una crocetta d'oro per la figlioccia e un bracciale d'oro e pietre preziose per la madre.

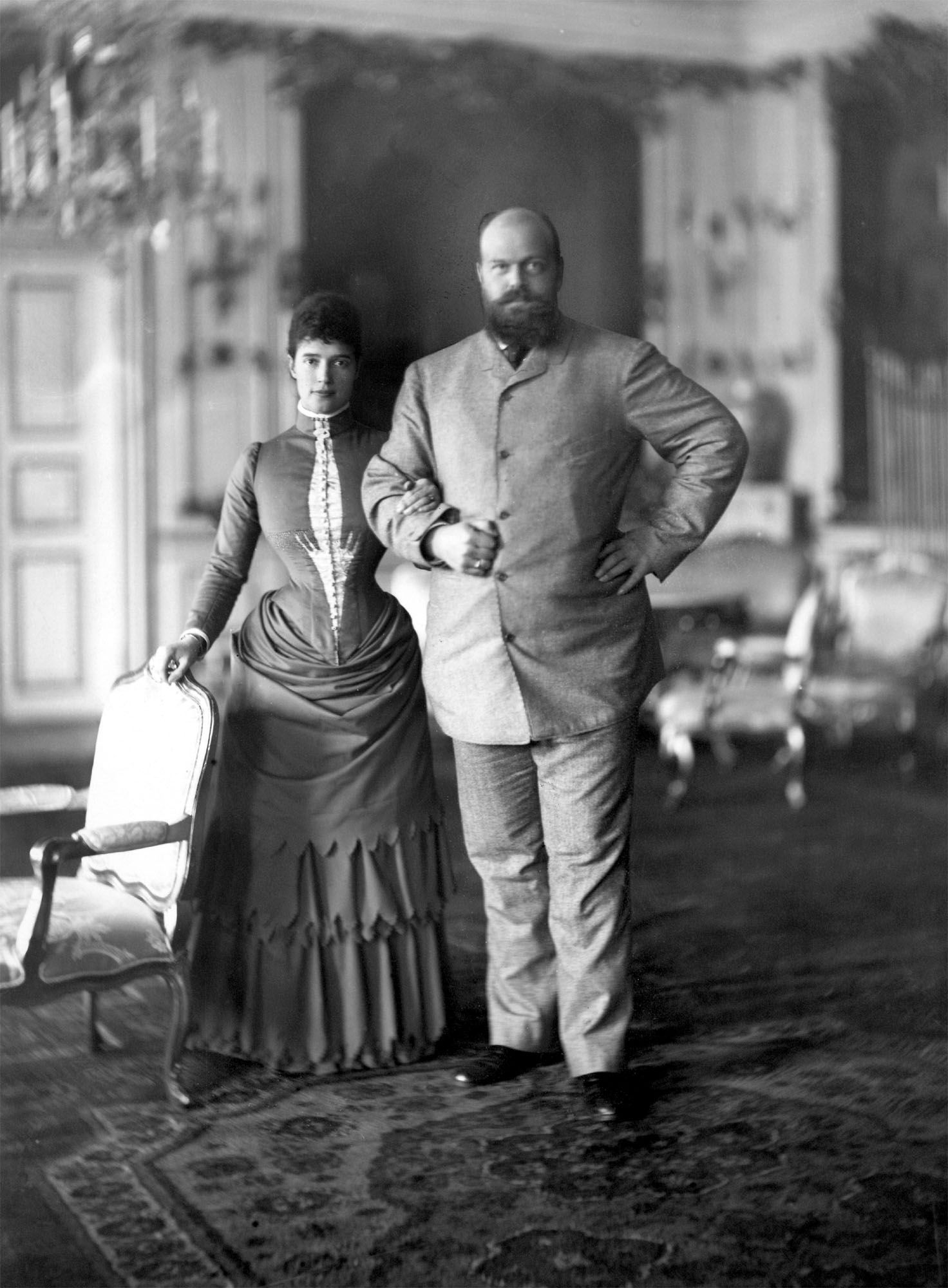
L'imperatore Alessandro III di Russia, padrino di battesimo di Varvàra Dolgorouki, con la consorte danese Marija Fëdorovna, in vacanza a Copenaghen nel 1893.

Nonostante fosse discendente di una delle casate più illustri della Russia, e che per di più vantava stretti vincoli parentali con lo Zar, Varvàra Dolgorouki fu allevata in semplicità e trascorse la sua fanciullezza tra la casa di campagna in Crimea e la capitale San Pietroburgo, fino alla sua presentazione in società nel 1902, in occasione del gran ballo con tremila invitati tenuto nella Sala Nicola del Palazzo d'Inverno. 
A partire dall'anno successivo, Varvàra Dolgorouki cominciò a prestare servizio a corte come damigella d'onore di Aleksandra Fëdorovna Romanova, l'imperatrice consorte di tutte le Russie.

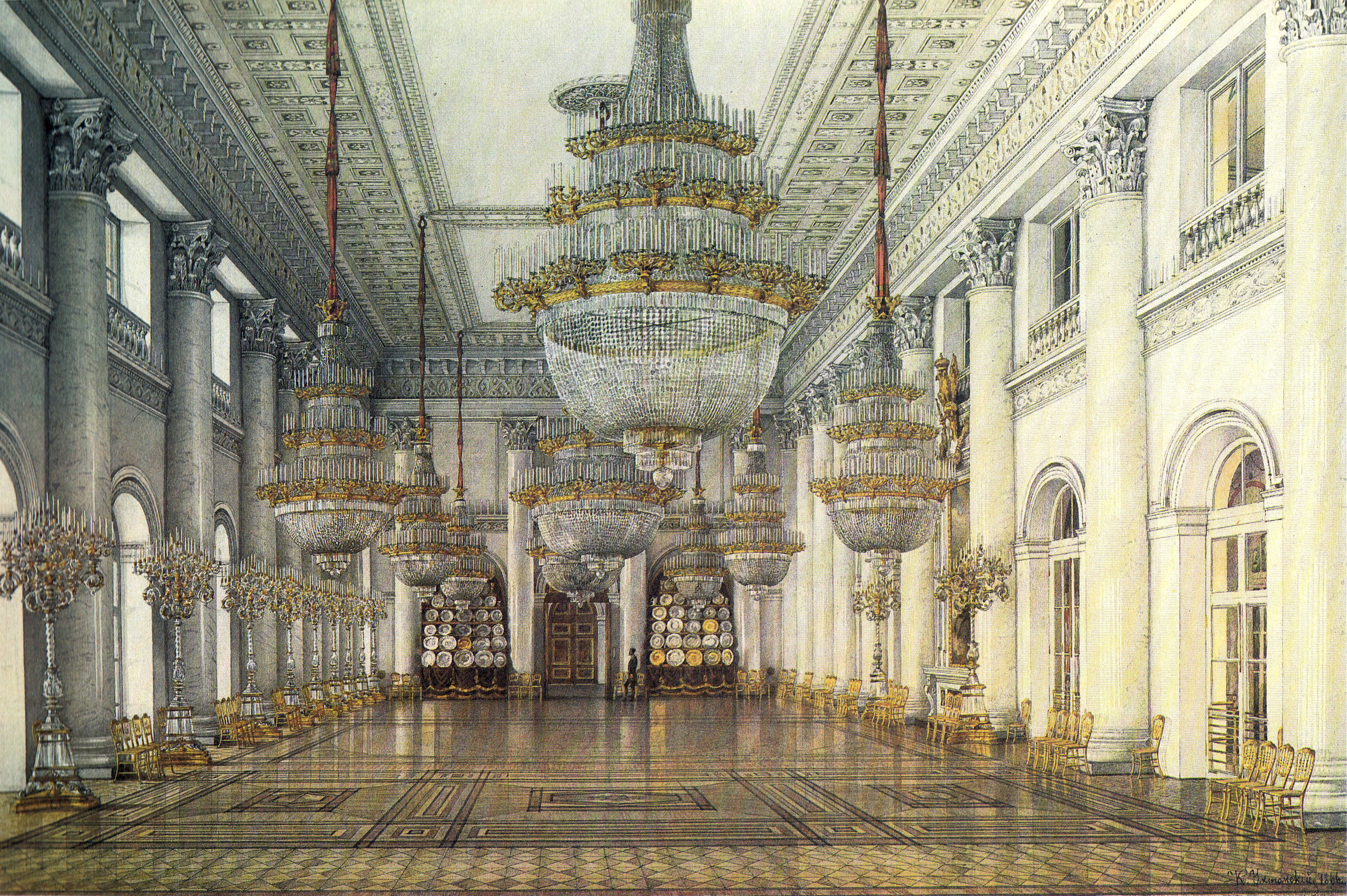
La Sala Nicola del Palazzo d'Inverno di San Pietroburgo dove avevano luogo i fastosi balli della corte imperiale.

Nel 1908 Varvàra Dolgorouki convolò a nozze con il principe Nikolaj Vasil'evič Kočubej, alto esponente dell'esercito russo.
In seguito alla Rivoluzione d'ottobre del 1917, con il figlioletto di 9 anni Arcadiy e il marito, che si mantenne fedele allo Zar sino alla fine, per sfuggire ai bolscevichi, fu costretta ad abbandonare San Pietroburgo. Dopo alcuni soggiorni di fortuna, il più significativo dei quali a Novočerkassk, la principale città della regione dei cosacchi del Don, Varvàra Dolgorouki trovò con la sua famiglia un sicuro riparo in Crimea.
Nel marzo del 1919, la trentaquattrenne principessa fu una degli oltre duemila passeggeri, perlopiù aristocratici, con al seguito amici, medici, tutori e domestici, a imbarcarsi, con il dolore di stare lasciando l'amata patria per sempre, sulla Marlborough, nave da guerra della Royal Navy mandata da Re Giorgio V al porto di Jalta con il compito di prelevare l'imperatrice Marija Fëdorovna, sorella di sua madre. Fu grazie a lei, alla zia "Minnie", come veniva chiamata in famiglia, che si era rifiutata di salpare senza i nobili rimasti fedeli alla corona imperiale, che la nave si riempì presto di russi che non avrebbero mai più messo piede in Russia. 
Approdati a Malta, i fuggitivi proseguirono la loro peregrinazione in ordine sparso verso l'Inghilterra, la Francia e l'Italia. Dopo alcuni mesi trascorsi in Inghilterra, Varvàra Dolgorouki e la sorella, la contessa Sofja Dolgorouki Fersen, partirono alla volta dell'Italia per stabilirsi a Roma, che già conoscevano per precedenti viaggi familiari, e condurre lì la loro vita da esiliate.
Nel 1973, all'età di 88 anni, Varvàra Dolgorouki, nella consapevolezza di essere stata testimone privilegiata di un'epopea irripetibile, quella degli ultimi bagliori sprigionati dalla nobiltà russa prima della definitiva capitolazione per mano dei bolscevichi, si procurò alcuni quaderni di scuola e cominciò con una stilografica caricata con inchiostro verde ad annotare in lingua inglese i fatti salienti degli intensi anni, prima gaudenti e poi tragici, vissuti in Russia. Tre anni dopo, quelle memorie sarebbero divenute un libro pubblicato dalla casa editrice Rusconi con il titolo I Quaderni. Russia 1885-1919 e la calorosa prefazione scritta, ma non firmata, da Cristina Campo.
Morta nel 1980, Varvàra Dolgorouki, è stata seppellita nel Cimitero acattolico di Roma.

## Opere
- Varvàra Dolgorouki, I Quaderni. Russia 1885-1919, traduzione italiana di Amalia D'Agostino Schanzer, Rusconi, Milano, 1976.